# Gasparia tuaiensis
Gasparia tuaiensis är en spindelart som beskrevs av Forster 1970. Gasparia tuaiensis ingår i släktet Gasparia och familjen Desidae. Inga underarter finns listade i Catalogue of Life.